# Rząd Siarhieja Sidorskiego
Rząd Siarhieja Sidorskiego – urzędująca do 28 grudnia 2010 roku Rada Ministrów Republiki Białorusi (dalej: Rada Ministrów). Na podstawie z art. 106 Konstytucji Republiki Białorusi i zgodnie z art. 19 ustawy z dnia 7 lipca 1998 roku o Radzie Ministrów Republiki Białorusi, w dniu 19 grudnia 2003 roku Prezydent Republiki Białoruś (dalej: Prezydent), po uzyskaniu zgody Izby Reprezentantów Republiki Białorusi, wyrażonej postanowieniem nr 877-П2/VII, wyznaczył ukazem nr 564 Siarhieja Sidorskiego na Prezesa Rady Ministrów Republiki Białorusi (dalej: Prezes Rady Ministrów).
Mianowanie i odwoływanie Prezesa Rady Ministrów, jego Zastępców oraz ministrów należy do wyłącznych kompetencji Prezydenta. Prezydent nie wydaje jednego aktu prawnego o powołaniu Rady Ministrów, ograniczając się do przeprowadzania zmian w składzie Rady Ministrów. Dokonuje ich w formie wydania ukazów, każdorazowo dotyczących odwołania lub powołania jednego ministra. Stąd skład Rady Ministrów regulowany jest wieloma ukazami prezydenckimi.

## Skład Rady Ministrów
Dane na 28 marca 2009 roku. Skład Rady Ministrów za jej stroną oficjalną. Nazwiska podano w kolejności odzwierciedlającej kolejność zastosowaną na tamtej stronie. Ona z kolei wynika z przedstawienia osobno Prezesa i Zastępców Rady Ministrów oraz – nazw ministerstw w kolejności alfabetycznej (w języku rosyjskim, domyślnym tej strony). Nazwiska w wersji białoruskiej, w nawiasach przedstawiono ich rosyjskie wersje.
- Siarhiej Sidorski (Siergiej Siergiejewicz Sidorski) – Prezes Rady Ministrów
- Uładzimir Siemaszka (Władimir Ilicz Siemaszko) – Pierwszy Zastępca Prezesa Rady Ministrów
- Iwan Bambiza (Iwan Michajłowicz Bambiza) – Zastępca Prezesa Rady Ministrów
- Wiktar Bura (Wiktor Pawłowicz Buria) – Zastępca Prezesa Rady Ministrów
- Andriej Kobiakow (Andriej Władimirowicz Kobiakow) – Zastępca Prezesa Rady Ministrów

- Alaksandr Sielazniau (Aleksandr Ilicz Sielezniow) – minister architektury i budownictwa
- Uładzimir Nawumau (Władimir Władimirowicz Naumow) – minister spraw wewnętrznych
- Uładzimir Biełachwostau (Władimir Maksymowicz Biełochwostow) – minister gospodarki komunalnej
- Wasil Żarko (Wasilij Iwanowicz Żarko) – minister zdrowia
- Siarhiej Martynau (Siergiej Nikołajewicz Martynow) – minister spraw zagranicznych
- Uładzimir Rusakiewicz (Władimir Wasiliewicz Rusakiewicz) – minister informacji
- Uładzimir Matwiejczuk (Władimir Fiodorowicz Matwiejczuk) – minister kultury
- Michaił Ameljanowicz – minister gospodarki leśnej
- Leanid Malcau (Leonid Siemionowicz Malcew) – minister obrony
- Alaksandr Radźkou (Aleksadr Michajłowicz Rad’kow) – minister edukacji
- Hanna Dzejka (Anna Konstantinowna Dejko) – minister do spraw podatków i opłat
- Enwer Baryjeu (Enwer Rizajewicz Barijew) – minister do spraw sytuacji nadzwyczajnych
- Liawoncij Harużyk (Leontij Iwanowicz Horużik) – minister zasobów naturalnych i ochrony środowiska
- Anatolij Rusiecki (Anatolij Maksymowicz Rusiecki) – minister przemysłu
- Mikałaj Pancialej (Nikołaj Pietrowicz Pantalej) – minister komunikacji i informacji
- Siamen Szapira (Siemion Borysowicz Szapiro) – minister rolnictwa i żywności
- Alaksandr Grygarau (Aleksandr Władimirowicz Grigorow) – minister sportu i turystyki
- Walancin Czekanau (Walentin Czekanow) – minister handlu
- Uładzimir Sasnouski (Władimir Gieorgijewicz Sosnowski) – minister transportu i komunikacji
- Uładzimir Patupczyk (Władimir Nikołajewicz Potupczik) – minister pracy i opieki społecznej
- Andrej Charkowiec (Andriej Charkowiec) – minister finansów
- Mikałaj Zajczanka (Nikołaj Piotrowicz Zajczenko) – minister gospodarki
- Alaksandr Aziarec (Aleksandr Nikołajewicz Ozieriew) – minister energetyki
- Wiktar Haławanau (Wiktor Grigorjewicz Gołowanow) – minister sprawiedliwości